# Dawn Wright
Pour les articles homonymes, voir Wright.
Dawn Jeannine Wright (née le 15 avril 1961) est une géographe et océanographe américaine. Son application des systèmes d'information géographique (SIG) dans le domaine des sciences océaniques et côtières et son rôle clé dans la création du premier modèle de données SIG pour les océans font d'elle une autorité dans ce domaine. Dawn Wright est directrice scientifique à l'ESRI,. Depuis 1995, elle est professeure de géographie et d'océanographie à l'Université d’État de l'Oregon. Dawn Wright est la première femme afro-américaine à plonger au fond de l'océan dans le sous-marin submersible ALVIN,.

## Biographie
Dawn Wright obtient en 1983 son baccalauréat ès sciences, avec distinction, en géologie au Wheaton College, puis en 1986 une maîtrise ès sciences en océanographie à l'université A&M du Texas et un doctorat en géographie physique et géologie marine à l'université de Californie à Santa Barbara (UCSB),,. En 2007 elle reçoit un Distinguished Alumna Award de l'UCSB.

## Travaux
Les recherches de Wright portent sur la cartographie des zones d'expansion des fonds marins et des récifs coralliens, ainsi que sur l'analyse spatiale et les systèmes d'information géographique appliqués à l'environnement marin. Elle a co-édité l'un des premiers livres sur les SIG et est largement connue comme l'une des chercheuses les plus influentes dans ce domaine,. Son analyse de la perception des SIG chez les géographes au début des années 1990 fait l'objet d'un article, en 1997, largement cité,.

## Carrière
Wright commence sa carrière en tant que technicienne maritime en mer pour le programme de forage océanique. Elle participe à dix expéditions de deux mois entre 1986 à 1989 à bord du JOIDES Resolution, principalement dans les océans Indien et Pacifique,,. Elle a notamment siégé au Conseil des études océaniques de l'Académie nationale des sciences, au Conseil consultatif scientifique de la NOAA, au Conseil consultatif scientifique de l'EPA, au Conseil national de l'Association américaine des géographes. Elle a également été présidente de la recherche et membre du conseil d'administration du Consortium universitaire pour la science de l'information géographique. Ardente défenseuse des STIM ainsi que de l'importance de la vulgarisation scientifique, elle a fait l'objet de portraits par des médias tels que Women Oceanographers.org, The Oceanography Society, The Atlantic, NOAA's Sea Grant Program, NOAA's National Marine Sanctuaries Program, Science magazine, Harvard Design magazine, Environment, Coastal & Offshore (ECO) magazine, The HistoryMakers, Let Science Speak, COMPASS Blogs, Ensia, Nature News et Radio BBC.
Wright est membre de plusieurs comités de rédaction, notamment GigaScience, Geography Compass, Journal of Coastal Conservation, The Anthropocene Review, Annals of the American Association of Geographers, International Journal of Geographical Information Science, Marine Geodesy et Transactions in GIS.
En 2018, Wright est apparue au festival du film de Tribeca dans la série de courts métrages « Let Science Speak »,.

## Récompenses et honneurs
Wright est membre élue de l'Académie nationale des sciences et de l'Académie américaine des arts et des sciences. Elle est membre de l'Association américaine pour l'avancement des sciences, et membre du programme de leadership Aldo Leopold,.
Elle est une ancienne professeure de l'année de l'Oregon, nommée par le Council for the Advancement and Support of Education et la Fondation Carnegie pour la promotion de l'enseignement,.
Les autres récompenses comprennent :
- Membre de l'Académie américaine des sciences, 2021
- Fellow de la Société d'Océanographie, 2020[44],[45]
- Prix d'innovation en géosciences, Texas A&M University College of Geosciences, 2019[46]
- Membre de l’Académie des Sciences de Californie, 2018[47]
- Chercheuse invitée Steinbach (At-Large), programme conjoint MIT/WHOI en océanographie/sciences océaniques appliquées et génie, 2018[48]
- 18e conférencière commémorative Roger Revelle, National Academy of Sciences Ocean Studies Board, 2017[49]
- Membre de la Société de géologie d'Amérique, 2016[50]
- Prix Randolph W. "Bil" et Cecile T. Bromery pour les minorités, Société de géologie d'Amérique, 2015[51]
- Prix de la conférence Leptoukh, Groupe de discussion sur l'informatique des sciences de la Terre et de l'espace, Union géophysique américaine (AGU), 2015[52]
- Distinguished Teaching Honours, Association of American Geographers (maintenant American Association of Geographers), 2013[53]
- Prix présidentiel pour l'excellence, Association of American Geographers (maintenant American Association of Geographers), 2012[54]
- Prix Milton Harris d'excellence en recherche fondamentale, OSU College of Science, 2005[55]
- Prix NSF CAREER, 1995[56],[57]

## Principales publications
Wright est l'auteure de plus de 100 articles évalués par des pairs et elle a publié douze livres. Parmi eux : 
- (en) Sylvia Earle, Dawn Wright, Samantha Joye et Dan Laffoley, « Ocean deoxygenation: Time for action », Science, vol. 359, no 6383,‎ 2018, p. 1475–1476 (PMID 29599234, DOI 10.1126/science.aat0167, Bibcode 2018Sci...359.1475E)
- (en) Dawn Wright, « Swells, soundings, and sustainability, but... here be monsters », Oceanography, vol. 30, no 2,‎ 2017, p. 90–103 (DOI 10.5670/oceanog.2017.207)
- (en) Dawn Wright, Ocean Solutions, Earth Solutions, Redlands, CA, 2nd, 2016, 500 p. (ISBN 9781589484603, lire en ligne)
- (en) Dawn J. Wright, « Demystifying the persistent ambiguity of GIS as "tool" versus "science," », Annals of the Association of American Geographers, vol. 87, no 2,‎ 1997, p. 346–362 (DOI 10.1111/0004-5608.872057)
- (en) Dawn Wright, « Crustal fissuring and its relationship to magmatic and hydrothermal processes on the East Pacific Rise crest (9° 12' - 54'N) », Journal of Geophysical Research, vol. 100, no B4,‎ 1995, p. 6097–6210 (DOI 10.1029/94jb02876, Bibcode 1995JGR...100.6097W)

## Diversité et inclusion
Wright est membre du comité consultatif sur la diversité et l'inclusion de l'Union américaine de géophysique.